# Ai Mual
Ai Mual is een bestuurslaag in het regentschap Sumbawa van de provincie West-Nusa Tenggara, Indonesië. Ai Mual telt 491 inwoners (volkstelling 2010).